# Гезлам
Гезлам (чечен. Гиез-лам, что значит «медная гора», Гиезахойн лам, то есть «Гезахойцев гора») — горная вершина хребта Юкердам (Восточный Кавказ) в Итум-Калинском районе Чеченской Республики. Находится на территории Моцкаройского сельского поселения.
Высота над уровнем моря составляет 2124,6 метра. Расположена в междуречье Бары и Тонгхойарка (левые притоки Аргуна). Ближайший населённый пункт Итум-Кали.
В результате обследований горной территории Гезлама в 2016—2018 годы обнаружены группировки особей серны кавказской, занесённой в Красную Книгу Чеченской Республики.